# Simon Wiesenthal Center
Simon Wiesenthal Center (ofte forkortet som SWC) er en international organisation grundlagt i 1977 af rabbiner Marvin Hier, med det mål at fremme menneskerettighederne, med særlig fokus på følgerne af Holocaust. Det har hovedsæde i Los Angeles og kontorer i New York City, Miami, Toronto, Jerusalem, Paris og Buenos Aires, og er en anerkendt NGO ved både FN og UNESCO. Centeret er opkaldt efter Simon Wiesenthal.